# Brian Dzingai
Brian Dzingai (ur. 29 kwietnia 1981 w Harare) – zimbabwejski lekkoatleta, sprinter, dwukrotny olimpijczyk (2004, 2008).

## Osiągnięcia
- brązowy medal Igrzysk afrykańskich (sztafeta 4 × 100 metrów, Algier 2007), w biegu finałowym sztafeta Zimbabwe ustanowiła aktualny rekord kraju – 39,16[1]
- 4. miejsce podczas igrzysk olimpijskich (bieg na 200 metrów, Pekin 2008)

## Rekordy życiowe
- bieg na 100 metrów – 10,19 (2008) / 10,03w (2007)
- bieg na 200 metrów – 20,12 (2004) rekord Zimbabwe / 20,06w (2008)